# Plaça Major de Montblanc
Plaça Major és una obra de Montblanc (Conca de Barberà) protegida com a Bé Cultural d'Interès Local.

## Descripció
Carrer porticat de gran interès artístic per la seva bona conservació i unitat estilística i de materials. En primer terme trobem arcs apuntats i l'ús, igualment, d'arcs de mig punt.

## Història
Les èpoques són molt diversificades. Des del segle XV-XVI a èpoques posteriors.